# ريتشموند بواكييه
ريتشموند إيادوم بواكييه (بالإنجليزية: Richmond Yiadom Boakye)‏ هو لاعب كرة قدم غاني بمركز الهجوم ولد في يوم 28 يناير 1993 في بلدة أغوغو في منطقة أشانتي في غانا، يلعب حالياً مع نادي أتالانتا في إيطاليا كمعار من نادي يوفنتوس ونادي إلتشيه و نادي ساسولو ونادي جنوة ولعب مع منتخب غانا لكرة القدم ويبلغ طوله 186 سم.

## روابط خارجية
- ريتشموند بواكييه على موقع الاتحاد الأوربي (الإنجليزية)
- ريتشموند بواكييه على موقع قاعدة بيانات كرة القدم.إي يو (الإنجليزية)
- ريتشموند بواكييه على موقع ناشيونال فوتبول تيمز (الإنجليزية)
- ريتشموند بواكييه على موقع Soccerway.com (الإنجليزية)
- ريتشموند بواكييه على موقع عالم كرة القدم.نت (الإنجليزية)
- ريتشموند بواكييه على موقع AS.com (الإسبانية)